# Чернявський Олександр Іванович
Олекса́ндр Іва́нович Черня́вський — старший сержант Збройних сил України, учасник російсько-української війни.

## Короткий життєпис
Технік роти, 144-й окремий батальйон РХБ захисту, 144-й батальйон..
15 лютого 2015-го загинув під час супроводу колони, яка рухалася польовою дорогою з смт Луганське до Дебальцевого, потрапивши у засідку терористів поблизу Нижнього Лозового. Тоді ж загинув старший прапорщик Віктор Козак. Був у списку зниклих безвісти.
Без Олександра залишилися батько, дружина, син. Похований в селі Сколобів 6 березня 2015-го.

## Нагороди
За особисту мужність і героїзм, виявлені у захисті державного суверенітету та територіальної цілісності України, вірність військовій присязі під час російсько-української війни, відзначений — нагороджений
- 27 червня 2015 року — орденом «За мужність» III ступеня (посмертно).